# Slammiversary XVIII
Slammiversary XVIII est un pay-per-view (PPV) de catch professionnel produit par Impact Wrestling. Il a eu lieu le 18 juillet 2020 aux Skyway Studios à Nashville dans le Tennessee. Il est le 18e événement dans la chronologie des Slammiversary.
Cet événement marque le retour à Impact de Eric Young, EC3, The Motor City Machine Guns et Rich Swann .
Ainsi que la signature de Luke Gallows, Karl Anderson et Brian Myers.

## Storylines
Les spectacles d'Impact Wrestling sont constitués de matchs aux résultats prédéterminés par les scénaristes d'Impact Wrestling . Ces rencontres sont justifiées par des storylines – une rivalité avec un catcheur, la plupart du temps – ou par des qualifications survenues dans les shows d'Impact Wrestling. Tous les catcheurs possèdent un gimmick, c'est-à-dire qu'ils incarnent un personnage gentil (face) ou méchant (heel), qui évolue au fil des rencontres.

## Résultats
| No.                                  | Résultats | Stipulations                                                                                        | Durées |
| ------------------------------------ | --- | --------------------------------------------------------------------------------------------------- | ------ |
| 1                                    | The Motor City Machine Guns (Alex Shelley et Chris Sabin) battent The Rascalz (Dezmond Xavier et Zachary Wentz) | Tag team match                                                                                      | 14:17  |
| 2                                    | Moose (c) bat Tommy Dreamer                                                                                     | Old School Rules pour le non-officiel TNA World Heavyweight Championship                            | 11:18  |
| 3                                    | Kylie Rae gagne en éliminant Taya Valkyrie                                                                      | Gauntlet for the Gold match pour déterminer la 1ère aspirante pour le Impact Knockouts Championship | 19:20  |
| 4                                    | Chris Bey bat Willie Mack (c)                                                                                   | Singles match pour le Impact X Division Championship                                                | 10:01  |
| 5                                    | The North (Ethan Page et Josh Alexander) (c) bat Ken Shamrock et Sami Callihan                                  | Tag team match pour les Impact Tag Team Championships                                               | 15:56  |
| 6                                    | Deonna Purrazzo bat Jordynne Grace (c) par soumission                                                           | Singles match pour le Impact Knockouts Championship                                                 | 15:12  |
| 7                                    | Eddie Edwards bat Ace Austin, Eric Young, Rich Swann et Trey                                                    | Five-way elimination match pour le vacant Impact World Championship                                 | 24:25  |
| - (c) – Fait référence aux champions | | |        |